# Stasimopus artifex
Stasimopus artifex là một loài nhện trong họ Ctenizidae. S. artifex được miêu tả năm 1902 bởi Mary Agard Pocock.